# Appleディスクイメージ
AppleディスクイメージはMac及び、macOSで使用することを想定して設計されたイメージファイルである。

## 概要
macOSの標準機能として搭載されているディスクユーティリティで作成、編集することができ、他用途によって複数のファイル形式を使用することができる。

Windows環境では7-zip等で読み取り、展開ができる。
cdr形式
CD、及びDVDのマスターデータとして使用される。
dmg形式
Appleディスクイメージの基本形式。
作成時に指定した容量で仮想ディスクが作成される。
sparseimage形式
dmg形式と違い、仮想ディスクの容量を保存したファイルに合わせて可変できるようにした形式。
作成時にイメージファイルの容量を考えずに作成できる利点がある。
ただし、容量変更が可能なのはディスクのフォーマットをMacOS拡張（HFS+）を選択した場合に限られる。
2021年12月現在、sparseimage形式でファイルを作成しても、APFSを含む他のフォーマットでの容量変更は実現されていない。
sparsebundle形式
基本的にはsparseimage形式と同じく、仮想ディスクの容量を保存したファイルに合わせて可変できるようにした形式であるが、内部構造が8MB毎に分けられている為、ファイルを追加した際などにイメージファイル全体の更新の必要が無い為、処理の負担が少なく、差分バックアップなどに向いている。
ただし、容量変更が可能なのはsparseimage形式と同じくディスクのフォーマットをMacOS拡張（HFS+）を選択した場合に限られる。
2021年12月現在、sparsebundle形式でファイルを作成しても、APFSを含む他のフォーマットでの容量変更は実現されていない。

## 特徴
- macOSの標準機能な為、別途ソフトウェアを用意する必要がない。
- 圧縮機能を備えている為、ファイル容量を節約できる。
- AES-128、及びAES-256による強力な暗号化機能を備える。
- イメージファイルを書き込み禁止にする事が可能。